# Podstoli
Podstoli (łac. subdapifer) – staropolski urząd, do XIV wieku urzędnik nadworny usługujący przy stole królewskim lub książęcym. Z biegiem czasu urząd ten stawał się coraz bardziej niepotrzebny, przez co od XIV w. stał się samodzielnym, honorowym urzędem ziemskim.

## Historia

### Podstoli
Pierwsza wzmianka o podstolim znajduje się w przywileju Przemysła z roku 1290. W dawnej Polsce do XIII wieku, podstoli pełnił funkcję urzędnika dworskiego i zastępcy stolnika. Podstoli poprzedzał stolnika, niosąc laskę – oznakę „stolnikowskiej” godności.
Porządek urzędników zajmujących się ucztami był następujący: kuchmistrz, stolnik, podczaszy, krajczy, podstoli, cześnik. W liczbie piętnastu urzędników ziemskich urząd podstolego był co do starszeństwa ósmym.
Dzieciom podstolego przysługiwały tytuły odojcowskie. Dla synów był to podstolic, a dla córek podstalanka. Żony miały prawo do tytułu odmężowskiego – podstolina.

### Podstoli ziemski i wielki
Z biegiem czasu urząd podstolego stawał się coraz bardziej bezużyteczny, z tego powodu od XIV wieku przekształcono go na honorowy urząd ziemski.
Podstolowie ziemscy byli nazywani po nazwach województw (nazwach ziem) i nazwach powiatów. Obok podstolich ziemskich byli też podstolowie wielcy, osobni dla Korony i Litwy.
- podstoli wielki koronny
- podstoli wielki litewski

Pierwszy podstoli na Litwie pojawia się dopiero w połowie XVI wieku za czasów panowania Zygmunta II Augusta. 

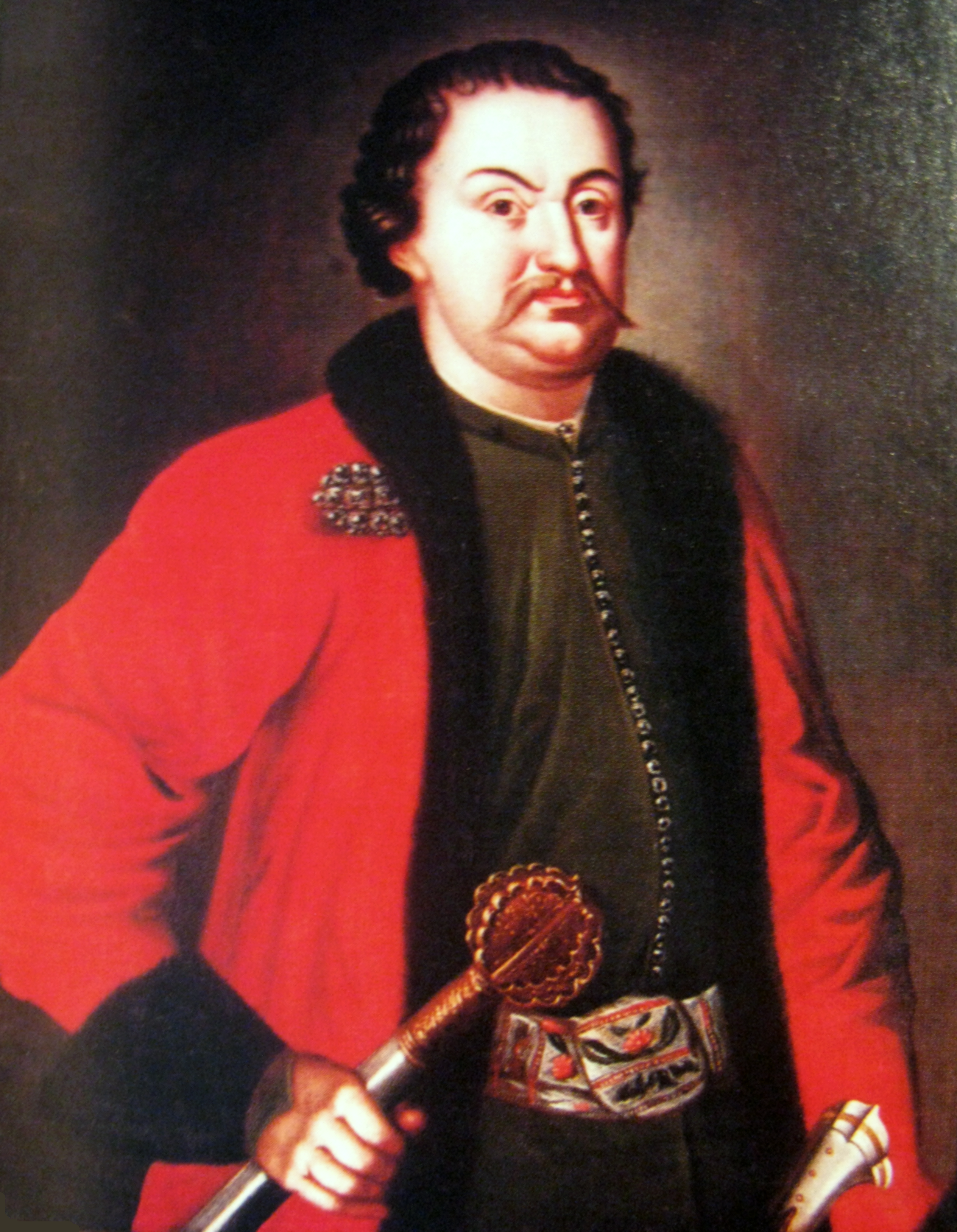
Marcin Zamoyski, podstoli ziemski lwowski w latach 1659–1676
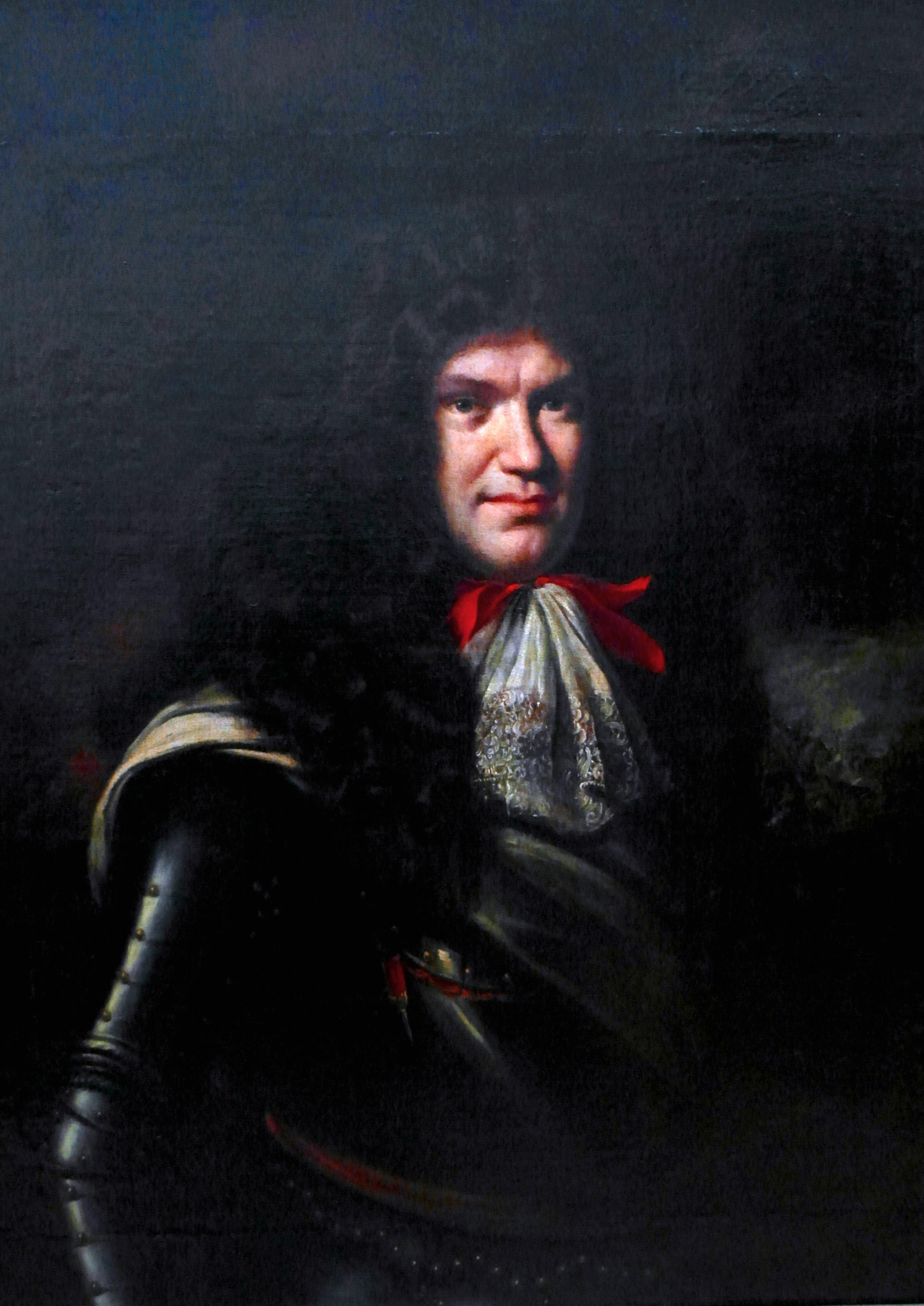
Marcin Kazimierz Kątski, podstoli ziemski przemyski w latach 1658–1662

## Podstolowie w I Rzeczypospolitej
| podstoli                      | Ziemia                       |
| ----------------------------- | ---------------------------- |
| podstoli dworski królewski    |                              |
| podstoli wielki koronny       | Korona Królestwa Polskiego   |
| podstoli wielki litewski      | Wielkie Księstwo Litewskie   |
| podstoli bełski               | województwo bełskie          |
| podstoli buski                | województwo bełskie          |
| podstoli grabowiecki          | województwo bełskie          |
| podstoli horodelski           | województwo bełskie          |
| podstoli lubaczowski          | województwo bełskie          |
| podstoli brzeskokujawski      | województwo brzeskokujawskie |
| podstoli kowalski             | województwo brzeskokujawskie |
| podstoli kruszwicki           | województwo brzeskokujawskie |
| podstoli przedecki            | województwo brzeskokujawskie |
| podstoli radziejowski         | województwo brzeskokujawskie |
| podstoli brzeskolitewski      | województwo brzeskolitewskie |
| podstoli piński               | województwo brzeskolitewskie |
| podstoli bracławski           | województwo bracławskie      |
| podstoli winnicki             | województwo bracławskie      |
| podstoli chełmski             | województwo chełmińskie      |
| podstoli krasnostawski        | województwo chełmskie        |
| podstoli czernihowski         | województwo czernihowskie    |
| podstoli dorpacki             | województwo dorpackie        |
| podstoli inflancki            | województwo inflanckie       |
| podstoli bydgoski             | województwo inowrocławskie   |
| podstoli dobrzyński           | województwo inowrocławskie   |
| podstoli gniewkowski          | województwo inowrocławskie   |
| podstoli inowrocławski        | województwo inowrocławskie   |
| podstoli gnieźnieński         | województwo kaliskie         |
| podstoli kaliski              | województwo kaliskie         |
| podstoli kijowski             | województwo kijowskie        |
| podstoli owrucki              | województwo kijowskie        |
| podstoli żytomierski          | województwo kijowskie        |
| podstoli dobczyński           | województwo krakowskie       |
| podstoli krakowski            | województwo krakowskie       |
| podstoli oświęcimski          | województwo krakowskie       |
| podstoli zatorski             | województwo krakowskie       |
| podstoli brzeziński           | województwo łęczyckie        |
| podstoli inowłódzki           | województwo łęczyckie        |
| podstoli orłowski             | województwo łęczyckie        |
| podstoli łęczycki             | województwo łęczyckie        |
| podstoli lubelski             | województwo lubelskie        |
| podstoli parczewski           | województwo lubelskie        |
| podstoli urzędowski           | województwo lubelskie        |
| podstoli łukowski             | województwo lubelskie        |
| podstoli malborski            | województwo malborskie       |
| podstoli ciechanowski         | województwo mazowieckie      |
| podstoli czerski              | województwo mazowieckie      |
| podstoli liwski               | województwo mazowieckie      |
| podstoli nurski               | województwo mazowieckie      |
| podstoli przasnyski           | województwo mazowieckie      |
| podstoli różański             | województwo mazowieckie      |
| podstoli warszawski           | województwo mazowieckie      |
| podstoli wiski                | województwo mazowieckie      |
| podstoli wyszogrodzki         | województwo mazowieckie      |
| podstoli zakroczymski         | województwo mazowieckie      |
| podstoli łomżyński            | województwo mazowieckie      |
| podstoli miński               | województwo mińskie          |
| podstoli mozyrski             | województwo mińskie          |
| podstoli rzeczycki            | województwo mińskie          |
| podstoli mścisławski          | województwo mścisławskie     |
| podstoli nowogrodzki          | województwo nowogrodzkie     |
| podstoli słonimski            | województwo nowogrodzkie     |
| podstoli wołkowyski           | województwo nowogrodzkie     |
| podstoli parnawski            | województwo parnawskie       |
| podstoli bielskopodlaski      | województwo podlaskie        |
| podstoli drohicki             | województwo podlaskie        |
| podstoli latyczowski          | województwo podlaskie        |
| podstoli mielnicki            | województwo podlaskie        |
| podstoli podlaski             | województwo podlaskie        |
| podstoli czerwonogrodzki      | województwo podolskie        |
| podstoli kamieniecki          | województwo podolskie        |
| podstoli latyczowski          | województwo podolskie        |
| podstoli podolski             | województwo podolskie        |
| podstoli płocki               | województwo płockie          |
| podstoli raciąski             | województwo płockie          |
| podstoli zawkrzeński          | województwo płockie          |
| podstoli połocki              | województwo połockie         |
| podstoli pomorski             | województwo pomorskie        |
| podstoli poznański            | województwo poznańskie       |
| podstoli wschowski            | województwo poznańskie       |
| podstoli poznański (kaliski)? | województwo poznańskie       |
| podstoli gostyński            | województwo rawskie          |
| podstoli gąbiński             | województwo rawskie          |
| podstoli mszczonowski         | województwo rawskie          |
| podstoli sochaczewski         | województwo rawskie          |
| podstoli rawski               | województwo rawskie          |
| podstoli chełmski             | województwo ruskie           |
| podstoli halicki              | województwo ruskie           |
| podstoli lwowski              | województwo ruskie           |
| podstoli przemyski            | województwo ruskie           |
| podstoli samborski            | województwo ruskie           |
| podstoli sanocki              | województwo ruskie           |
| podstoli trembowelski         | województwo ruskie           |
| podstoli żydaczowski          | województwo ruskie           |
| podstoli chęciński            | województwo sandomierskie    |
| podstoli opoczyński           | województwo sandomierskie    |
| podstoli pilzneński           | województwo sandomierskie    |
| podstoli radomski             | województwo sandomierskie    |
| podstoli sandomierski         | województwo sandomierskie    |
| podstoli stężycki             | województwo sandomierskie    |
| podstoli wiślicki             | województwo sandomierskie    |
| podstoli żarnowski            | województwo sandomierskie    |
| podstoli ostrzeszowski        | województwo sieradzkie       |
| podstoli piotrkowski          | województwo sieradzkie       |
| podstoli sieradzki            | województwo sieradzkie       |
| podstoli szadkowski           | województwo sieradzkie       |
| podstoli wieluński            | województwo sieradzkie       |
| podstoli smoleński            | województwo smoleńskie       |
| podstoli starodubski          | województwo smoleńskie       |
| podstoli grodzieński          | województwo trockie          |
| podstoli kowieński            | województwo trockie          |
| podstoli trocki               | województwo trockie          |
| podstoli upicki               | województwo trockie          |
| podstoli wendeński            | województwo wendeńskie       |
| podstoli brasławski           | województwo wileńskie        |
| podstoli lidzki               | województwo wileńskie        |
| podstoli oszmiański           | województwo wileńskie        |
| podstoli wileński             | województwo wileńskie        |
| podstoli wiłkomierski         | województwo wileńskie        |
| podstoli zawilski (?)         | województwo wileńskie        |
| podstoli orszański            | województwo witebskie        |
| podstoli witebski             | województwo witebskie        |
| podstoli krzemieniecki        | województwo wołyńskie        |
| podstoli wołyński             | województwo wołyńskie        |
| podstoli żmudzki              | Księstwo Żmudzkie            |